# Premio Guldbagge per il miglior cortometraggio
Il Premio Guldbagge per il miglior cortometraggio (Guldbaggen för bästa kortfilm) è un premio assegnato annualmente dal 1995 nell'ambito del Premio Guldbagge. 
Per rientrare nella categoria la pellicola deve essere inferiore ai 72 minuti, avere la maggioranza di produzione svedese, essere stata proiettata nelle sale cinematografiche del Paese, al Göteborg International Film Festival o all'Uppsala Short Film Festival, in concorso al Clermont-Ferrand Short Film Festival, al Festival di Cannes o al Festival di Berlino. 
Le candidature vengono poi scelte da un gruppo di cinque persone nominate dal consiglio dello Swedish Film Institute.

## Albo d'oro
I vincitori sono indicati in grassetto, a seguire gli altri candidati.

### Anni 1990-1999
- 1995: - Do Nothin' till You Hear from Me, regia di Pernilla Hindsefelt e Jonas Dahlbeck
  - Dansen, regia di Jan Troell
  - Förräderi, regia di Fredrik von Krusenstjerna
- 1996: - I skuggan av solen, regia di Susanna Edwards
  - Sverige, regia di Magnus Carlsson
  - Stålbadet, regia di Anders Bohman
- 1997: - Hem ljuva hem, regia di Ulla-Carin Grafström
  - The Stars We Are, regia di Mia Engberg
  - Som om ... tiden stått still, regia di Bengt Steiner
- 1998: - Aligermaas äventyr - i vildhästarnas dal, regia di Andra Lasmanis
  - Betraktaren, regia di Martin Lima de Faria
  - Bukarests diskreta charm, regia di Karin Wegsjö
- 1999: - Clinch, regia di Håkan Lindhé
  - Örjan, den höjdrädde örnen, regia di Lars Klinting e Hamid Navim
  - Sara, Emma, Ruben, regia di Staffan Lamm

### Anni 2000-2009
- 2000: - Del av den värld som är din, regia di Karin Wegsjö
  - To Be Continued, regia di Linus Tunström
  - En gris behöver ingen klocka, regia di Marianne Strand
- 2001: - Music for one apartment and six drummers, regia di Johannes Stjärne Nilsson e Ola Simonsson
  - Karl Sundlöv och livets hörnpelare, regia di Johan Hagelbäck
  - Deadly Boring, regia di Henry Moore Selder
- 2002: - Viktor och hans bröder, regia di Mårten Klingberg
  - Malcolm, regia di Baker Karim
  - En kärleksaffär, regia di Jörgen Bergmark
- 2003: - Min skäggiga mamma, regia di Maria Hedman
  - Rewind, regia di Mårten Nilsson e Gunilla Heilborn
  - Utvecklingssamtal, regia di Jens Jonsson
- 2004: - Glenn, the Great Runner, regia di Anna Erlandsson
  - Fragile, regia di Jens Jonsson
  - Terrible Boy, regia di Johan Jonason
- 2005: - En nattsaga, regia di Maja Lindström
  - Sportstugan, regia di Gunilla Heilborn e Mårten Nilsson
  - Scen nr: 6882 ur mitt liv, regia di Ruben Östlund
- 2006: - Aldrig som första gången!, regia di Jonas Odell
  - Mannen som inte kom någonstans, regia di Peter Larsson
  - Tillväxtsjukan, regia di Klara Swantesson
- 2007: - Hur man gör, regia di Kim Hiorthøy, Gunilla Heilborn e Mårten Nilsson
  - Juni, regia di Fijona Jonuzi
  - Lucky Blue, regia di Håkon Liu
- 2008: - Lögner, regia di Jonas Odell
  - Istället för Abrakadabra, regia di Patrik Eklund
  - Dockpojken, regia di Johannes Nyholm
- 2009: - Skrapsår, regia di Gabriela Pichler
  - Drömmar från skogen, regia di Johannes Nyholm
  - A Good Friend of Mr. World, regia di Axel Petersén

### Anni 2010-2019
- 2010: - Tussilago, regia di Jonas Odell
  - Inte panik, regia di Elisabeth Cronvall
  - Tord och Tord, regia di Niki Lindroth von Bahr
- 2011: - Las Palmas, regia di Johannes Nyholm
  - No Sex Just Understand, regia di Mariken Halle
  - Utan snö, regia di Magnus von Horn
- 2012: - Dance Music Now, regia di Johan Jonason
  - Fotografen, regia di Vanja Sandell Billström
  - Gläntan, regia di Peter Grönlund
- 2013: - On Suffocation, regia di Jenifer Malmqvist
  - Me Seal, Baby, regia di Joanna Rytel
  - Äta lunch, regia di Sanna Lenken
- 2014: - Still Born, regia di Åsa Sandzén
  - But You Are a Dog, regia di Malin Erixon
  - Min vän Lage, regia di Eva Lindström
- 2015: - Kung Fury, regia di David F. Sandberg
  - Audition, regia di Lovisa Sirén
  - Norra Storfjället, regia di Amanda Kernell
- 2016: - 6A, regia di Peter Modestij
  - Baby, regia di Lovisa Sirén
  - Kroppen är en ensam plats, regia di Ida Lindgren
- 2017: - Min börda, regia di Niki Lindroth von Bahr
  - Nattbarn, regia di Sanna Lenken
  - Studio 5, regia di Maximilien Van Aertryck e Axel Danielson
- 2018: - Martyren, regia di Ahmed Abdullahi
  - The Ambassador's Wife, regia di Theresa Traore Dahlberg
  - Vi bara lyder, regia di Erik Holmström e Fredrik Wenzel
- 2019: - Excess Will Save Us, regia di Morgane Dziurla-Petit
  - Ingen lyssnar, regia di Elin Övergaard
  - Psychic, regia di Tova Mozard

### Anni 2020-2029
- 2020: - A Legacy of Horses, regia di Annika Karlsson e Jessica Karlsson
  - Du gamla, du fria, regia di Dawid Ullgren
  - Index, regia di Nicolas Kolovos
- 2021: - Man med duvor, regia di Lina Maria Mannheimer
  - Bad Lesbian, regia di Simone Norberg
  - Du är alltid 20, regia di Christer Wahlberg
- 2022: - Little to Big, regia di Ellen Fiske
  - Dansa min docka, regia di Jasmijn Kooijman
  - Historien om Bodri, regia di Stina Wirsén